# 베리공의 매우 호화로운 기도서

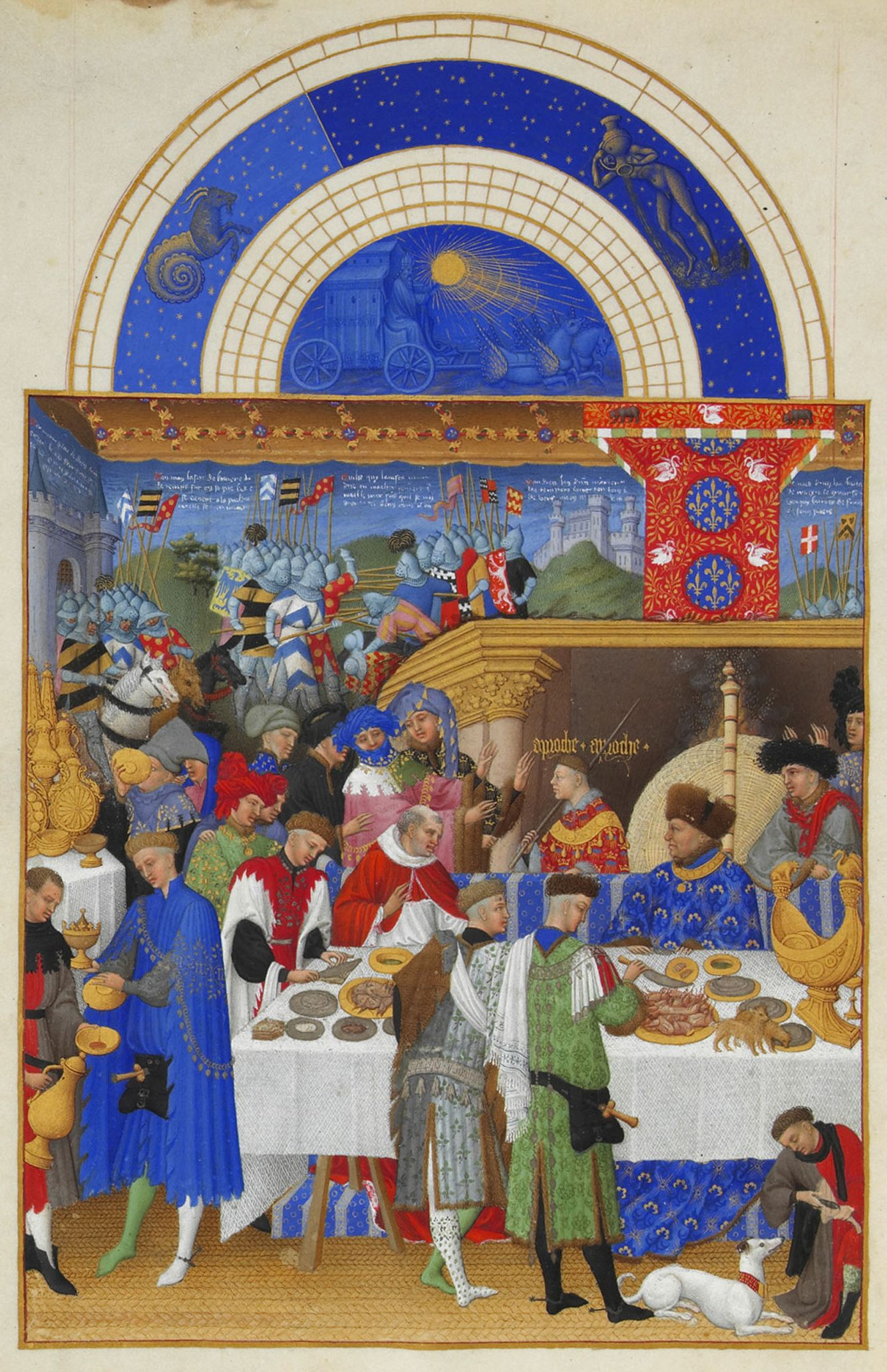
베리공 기도서의 '1월' 달력 부분. 베리공 일가가 새해 선물을 주고받는 모습을 그려냈다. 여기서 베리공은 오른편에 파란색 옷을 입은 중년 남성이다.

베리공의 매우 호화로운 기도서(프랑스어: Très Riches Heures du Duc de Berry, (프랑스어 발음: [tʁɛ ʁiʃz‿œʁ dy dyk də bɛʁi]), 줄여서 베리공 기도서는 중세 프랑스에서 제작된 고딕풍의 채색필사본이다. 후기 국제 고딕 양식으로 꾸며진 아름다운 삽화로 이름나 있다.
이 책은 일종의 기도서로, 하루에 정해진 기도 시간이 되면 낭독할 때 쓰이던 기도 교본이었다. 프랑스 왕족이자 소문난 애서가, 문예후원자였던 베리 공작이 플랑드르의 삽화가 랭부르 형제에게 의뢰하여 탄생한 작품으로, 1412년부터 1416년경까지 제작되었다. 허나 랭부르 형제와 베리 공작이 페스트로 사망하면서 미완성 상태로 남았다. 1440년대에는 신원 미상의 화가가 그림장식을 새로 그려넣었는데, 예술사학계에서는 바르텔레미 데이크가 그 주인공인 것으로 보고 있다. 1485년부터는 화가 장 콜롱브가 사보이아 공작의 명을 받아 작업에 들어갔고 1489년 완성하여 지금의 모습이 되었다. 1856년 오말 공작이 손에 넣은 이후 오늘날에는 프랑스 샹티이의 콩데 미술관에 소장되어 있다.
베리공 기도서는 총 206쪽의 최고급 양피지로 제작되었으며, 가로 21.5cm, 세로 30cm 크기에 대형 삽화 66개, 소형 삽화 65개가 실려 있다. 기도서의 분량 자체가 많고 복잡한 것도 있지만, 그 내용 양식도 새로 그리고 고치기를 수차례 겪어왔다. 세밀화, 캘리그래피, 머리글자, 사소한 장식에 이르기까지 책 속의 모든 부분은 여러 화가의 손을 거쳤다. 하지만 제작에 참여한 사람의 정확한 인원수와 이름은 여전히 논란의 여지로 남아 있으며, 다만 저지대 국가 출신 화가들이 주로 그린 것으로만 알려져 있다. 이밖에도 희귀하고 값비싼 안료와 금박을 많이 쓰고, 유별날 정도로 많은 수의 삽화를 담고 있기에, 이 기도서는 중세시대 채색 필사본 중에서도 제일 호화로운 작품으로 꼽힌다.
완성 후 300여년 동안 잊혀졌던 베리공 기도서는 19세기 말~20세기 초에 이르러 콩데 미술관에서 제한적으로 공개하였음에도 유명 작품으로 등극하였다. 베리공 기도서에 담긴 세밀화는 중세시대의 이상적 풍경을 구체화할 수 있게 만들었으며, 정치적, 국가적 의제를 전달하고 있다고 보는 시각이 많다. 특히 베리공 기도서의 달력 부분에 실린 세밀화들은 이러한 점을 잘 보여주고 있는데, 여기에는 뛰어난 중세 건축을 배경으로 정장 차림을 한 귀족은 물론 농사를 짓고 있는 농민들을 생생하게 묘사하여, 농노제를 위시로 한 중세 유럽의 사회구조를 보여줌에 있어 가장 많이 인용되곤 하는 그림이 되었다.